# Comte AC-12 Moskito
El Comte AC-12 Moskito fue un monoplano de cabina ligero de turismo, triplaza y de los años 30 del siglo xx, producido por la suiza Flugzeugbau A. Comte.

## Diseño y desarrollo
El AC-12 era un monoplano de ala alta cantiléver con tren de aterrizaje fijo de rueda de cola, de construcción mixta. El ala estaba construida de tubos de acero con recubrimiento de contrachapado, arriostrada mediante un soporte a cada lado. El fuselaje tenía una sección rectangular, y estaba construido con una estructura metálica recubierta de tela, terminando en una cola clásica monoderiva. La cabina cerrada tenía un único asiento delante para el piloto y un banco detrás para dos pasajeros. Estaba disponible con una serie de motores lineales que incluía el Argus As 8 de 71 kW (95 hp) y el de Havilland Gipsy III de 89 kW (120 hp), o el radial Armstrong Siddeley Lynx de 104 kW (140 hp), todos impulsando una hélice bipala de madera.

## Historia operativa
A partir del 5 de enero de 1932, Swissair comienza a utilizar tres aparatos, el CH-331 (luego HB-EKI), el CH-332 (luego HB-OLU) y el CH-333 (luego HB-ETE), en la ruta Zúrich-Dübendorf. El CH-333 se perdió en un accidente acaecido el 5 de marzo de 1936. El 9 de mayo del mismo año se estrella otro ejemplar en un bosque, cerca de las ciudades de Certara y Bogno, muriendo todos los ocupantes.

## Especificaciones (con motor Argus)
Referencia datos: The Illustrated Encyclopedia of Aircraft

### Características generales
- Tripulación: Uno (piloto)
- Capacidad: Dos pasajeros
- Longitud: 7,5 m (24,6 ft)
- Envergadura: 11,6 m (38,1 ft)
- Altura: 2,3 m (7,4 ft)
- Superficie alar: 15,8 m² (170,1 ft²)
- Peso vacío: 500 kg (1102 lb)
- Peso cargado: 800 kg (1763,2 lb)
- Planta motriz: 1× motor lineal invertido de 4 cilindros refrigerado por aire Argus As 8.
  - Potencia: 71 kW (98 HP; 97 CV)
- Hélices: Bipala de madera

### Rendimiento
- Velocidad máxima operativa (Vno): 180 km/h (112 MPH; 97 kt)
- Velocidad crucero (Vc): 155 km/h (96 MPH; 84 kt)
- Techo de vuelo: 5000 m (16 404 ft)

## Aeronaves relacionadas

### Secuencias de designación
- Secuencia AC-_ (interna de Comte): ← AC-4 - AC-8 - AC-11V - AC-12 Moskito